# 匙蕊落檐属
匙蕊落檐属（学名：Tawaia）是天南星科的一个属，是种开花植物。该属目前只有一个种，即匙蕊落檐（Tawaia sabahensis）。它原产于婆罗洲。